# Тоусрифир
Тоусрифир (африк. Touwsrivier, англ. Touws River) — небольшой город на юго-западе Южно-Африканской Республики, на территории Западно-Капской провинции. Входит в состав района Кейп-Вайнлендс. Является частью местного муниципалитета Бриде-Валли.

## История
Тоусрифир был основан в 1877 году как посёлок при станции Монтегю-Роуд (Montagu Road) Капской государственной железной дороги. В 1883 году станция и город получили своё современное название.

## Географическое положение
Город расположен в центральной части провинции, на берегах реки Тоус, на расстоянии приблизительно 145 километров (по прямой) к северо-востоку от Кейптауна, административного центра провинции. Абсолютная высота — 789 метров над уровнем моря.

## Климат
Климат города субтропический средиземноморский. Среднегодовое количество осадков — 173 мм. Наибольшее количество осадков выпадает в период с мая по август. Средний максимум температуры воздуха варьируется от 14,9 °C (в июле), до 28,6 °C (в феврале). Самым холодным месяцем в году является июль. Средняя минимальная ночная температура для этого месяца составляет 2,2 °C.

## Население
По данным официальной переписи 2001 года, население составляло 6781 человек, из которых мужчины составляли 46,75 %, женщины — соответственно 53,25 %. В расовом отношении цветные составляли 87,7 % от населения города, белые — 10,09 %, негры — 1,99 %, азиаты (в том числе индийцы) — 0,22 %. Наиболее распространёнными среди горожан языками были: африкаанс (97,7 %), английский (1,24 %) и коса (0,88 %).

Согласно данным, полученным в ходе проведения официальной переписи 2011 года, в Тоусрифире проживало 8126 человек, из которых мужчины составляли 47,96 %, женщины — соответственно 52,04 %. В расовом отношении цветные составляли 84,91 % от населения города, негры — 7,52 %; белые — 6,57 %; азиаты (в том числе индийцы) — 0,33 %, представители других рас — 0,65 %. Наиболее распространёнными среди жителей города языками являлись: африкаанс (93,09 %), английский (2,59 %), коса (1,02 %) и тсвана (0,91 %).

## Транспорт
Через город проходит национальная автотрасса N1. Имеется железнодорожная станция.